# 赤灯えれじい
『赤灯えれじい』（せきとうえれじい）は、きらたかしによる日本の漫画作品。『週刊ヤングマガジン』（講談社）にて、2004年18号より2008年24号まで連載された。気弱なサトシと、ヤンキー風だが純情なチーコの恋愛をテーマとしている。題名は林静一の『赤色エレジー』をもじったもの。単行本は全15巻と、本編の後日談などを収録した『赤灯えれじい 東京物語』が刊行されている。
ヤングマガジン40周年企画「我漫」の1作として、『週刊ヤングマガジン』2021年26号にて読み切りが掲載された。

## ストーリー概要
舞台は大阪府東大阪市・守口市界隈。無学歴、臆病、貧乏、フリーターでヘタレの主人公のサトシ。うだつの上がらない悶々とした日々を送っていたある日、赤灯（誘導棒）を振る交通誘導員のバイト先の現場で、新人の女の子チーコと出会う。容姿は可愛いものの、ド金髪で気が強い上に喧嘩っ早いという、一目でヤンキー上がりと分かる自分とは正反対のチーコに最初は戸惑うも、日々接して行くうちに彼女の心優しい面に魅せられ、サトシは心を奪われる。自分とはまるで釣り合わないチーコだが、彼女に対する思いは募っていき、ある日勇気を出してチーコに想いを告白するが…。

## 登場人物
柳川智史（やながわ さとし）
本作の主人公。1984年8月16日生まれ（15日の表現もあり）。作中での呼称はサトシ。高校時代に就職に失敗してフリーターに。交通警備のアルバイトをしている時に、後から入って来たチーコと同じ現場に就いた時に出会う。性格は基本的に真面目であるが、小中高とパッとせずにヘタレ気質でドジも多かったが、チーコと出会ってからは彼女の影響で少しは成長してるのか、時折タフな面も見せるようになってくる。少年の頃に父親を過労死で失い、母親と弟のヤスシと団地で3人暮らしだったが、チーコと出会った後に、紆余曲折を経て自立すべく一人暮らしを始める。後にチーコとも同棲生活を始め、仕事も変え、出版社（エロ本の製作）社員・ラブホテル従業員を経験。東京物語編では、Web製作のデザイン会社へ就職している。持病でヘルニア持ちな為に慢性的に腰が悪い。
現在は、エロ系サイトの運営者となったシゲからWEBデザインの下請け仕事を受けながら、在宅で主夫業をしている。
秋山智子（あきやま ともこ）
本作のヒロイン。1984年3月10日生まれ。通称チーコ。いわゆる元ヤンキーでかなり気の強い性格だが美人。愛煙家でセッターをよく吸っている。相手が誰であろうと口よりも先に手が出る喧嘩っ早い気質で、警備員のバイトでサトシと出会った初日に工事現場のトラック運転手と大喧嘩をし、サトシ曰く「ライオンみたいな人やな」であった。
「チーコ」の通称の由来は、本名の「智子（トモコ）」を、いつか誰かが「チコ」と呼び始め、それがいつの間にか「チーコ」に変わり、今では皆からそう呼ばれるようになった。身内の母親もチーコと呼んでいるが、父親と祖父母は智子と本名で呼ぶ。
昔から滅多に他人を頼ろうとはせず、何があっても弱みを見せまいと意固地になる面があり、家出して何週間も帰らないこともある。このような性格から同世代の友人がほとんどいなく、交友関係も過去にヤンキー時代に知り合ったヤクザまがいのヤンキー上がりの人物が多い。
一方で、時折心優しいところや儚い面など女性らしい一面を見せることもあり、サトシと付き合うようになってからは、ヘタレさにイライラしつつも徐々に想いを寄せ始める。サトシと同棲後は性格も一時期と比較するとかなり丸くなったと言われるまでになった。
昔から家の工場を手伝うことが多く旋盤の技術はかなりの腕前。愛車の単車はホンダのライブディオZXで、自分でチャンバー、キャブ、ブーリー、ベルトラッチ、CDIの交換などをして改造している。アルバイトでガソリンスタンド店員をやっていたが、後に運送会社に転職して大型免許を取得。念願だった長距離トラックのドライバーになる。
後に作者の描いた別作品『ケッチン』ではゲストキャラとして再登場。本作から数年後の近況が明らかとなった。その時点では子宝に恵まれていなかった。
現在は、ケイと名付けられた小学校低学年くらいの女児に恵まれており、長距離トラックのドライバーを続けながら、子育てを続けている。
秋山安江（あきやま やすえ）
チーコの母親。旋盤工場の有限会社秋山精機をほぼ一人で切り盛りしている。夫は家出しており別居状態（のちに正式に離婚）。借金取りの取り立ての恫喝にも屈せず動じない芯の強さがある。娘を本名の智子ではなく通称のチーコで呼んでいる。工場にNC旋盤を導入し、現在プログラムを勉強中。
秋山まどか（あきやま まどか）
チーコの実妹。チーコより6歳下の中学生で、チーコと同じく可愛く気が強い。ただチーコとは違い、基本的に性格は真面目で学校へもちゃんと登校しており交友関係も普通である。チーコのことを「お姉」と呼びよく小遣いをねだる。家で飼ってるウッシーという犬を特に可愛がっている。
秋山陽三（あきやま ようぞう）
チーコの実父。暴走族あがりで旧姓は山口。現在は安江と正式に離婚し、山梨県で別の女性とその連れ子の3人で暮らしている。
秋山憲夫（あきやま のりお）
チーコ母方の祖父。娘である安江の結婚を機に、旋盤工場の経営を娘夫婦に譲っている。孫娘チーコの旋盤技術を誇りに思っており、現在は町工場で働きながら、福知山市で暮らしている。
柳川靖（やながわ やすし）
サトシの実弟。サトシとはまったく異なるタイプで、高校2年の17歳の時に彼女だったさやかを妊娠させてしまい高校を中退。バイトしながら定時制高校に入学し直し卒業。ミキという女の子が生まれ、責任を取る形で若くして結婚した。現在はさやかの親の経営する建設会社に就職して家族を養うべく真面目に働いている。のちに第二子も生まれている。
さやか
ヤスシの妻。旧姓は高田。妊娠中は精神不安定になり、体重増を招いたことがあるなど精神的に弱い面がある。
柳川仁美（やながわ ひとみ）
サトシの実母。忠史（夫）に死なれてから、生命保険の外交員として働き、サトシとヤスシを女手ひとつで育て上げた。ヤスシの結婚式では先方との家柄の格差を埋めるべく奔走し、疲労で寝込んでしまうがかなり気丈な性格。孫のミキを溺愛している。ヤスシが独立し別居するようになってからは一人暮らしとなり、時折一人暮らしの寂しさをつぶやいている。
尾形茂（おがた しげる）
サトシとは中学時代からの付き合いの親友。通称シゲ。一浪して現在関大に在学中。教職を取り女子高の教師を志望しており、夢は教え子との結婚すること。彼女も無く童貞で独り身の自分にコンプレックスを持ち、街行くカップルを見ては妬んで恨み節を語る。サトシがチーコと付き合うようになってからは、うらやましさから事あるごとに僻んでは何かと恨み節を言うが悪気は無い。趣味は自慰行為とネットゲーム。のちに自慰用グッズの評論サイトを開設（サイトのデザインはサトシが担当）。作者はシゲは自分を投影したタイプだと単行本の巻末でコメントしている。
英治（エージ）
サトシとは高校時代から付き合いの親友でサトシの良き理解者の1人。高校を卒業した後は百貨店の鮮魚売り場に就職し働いている。サトシ達と入ったヒロユキの母親の経営するスナックで、そこに勤めていたさゆりと知り合い付き合い始める。しかし自分の職場の年上の女性と関係を持ったり、頻繁に風俗通いするなどし、最後はさゆりに絶縁された。
大原礼子（おおはら れいこ）
サトシとシゲの中学時代の同級生で、当時から唯一話しかけることができた女友達。安井中央総合病院の整形外科で看護師をしている。現在に至るまで、男を好きになったことが無いとか、処女であることを公言したりするなど、歯に衣着せぬ言い回しで周り気にしないサッパリとした性格。シゲに「あたしで良かったら付き合ってあげようか？」と言うも、後日サトシの影響から看護師の彼氏ができてしまい、告白してきたシゲを簡単に振った。
矢間勇作（やざま ゆうさく）
チーコの元彼。元ヤンで通称ユーサク。1980年6月12日生まれ。大柄な体格で普段は比較的真面目だが、喧嘩っ早い性格でありちょっとしたことでキレやすい面もある。チーコとは5年間付き合い同棲もしていたが、その性格が災いしてか、あるとき大喧嘩でチーコを殴ってしまい別れる。傷害罪で服役していたためにしばらく姿を見せなかったが、出所後に先輩であるヒロユキの店に訪れた際にチーコと偶然再会する。以来、チーコとやり直すべく真面目に働きアパートを借りるなど自立更生した。チーコをめぐって、サトシと恋敵になることもあったが、チーコがサトシを選ぶと自ら身を引いた。
現在は有限会社浅田解体に所属し建築現場の解体業に従事し、一般女性との同棲を始めた。昔の不良グループでは最強クラスの強さだったらしく、乱闘の際には背中を刺されたこともあり、時々古傷が痛むらしい。
浩之（ヒロユキ）
ユーサクの先輩でチーコとも交流のある元ヤンの青年。京橋にて食堂の「お食事処 ビグザム」を経営するも料理の腕が悪く客は少ない。のちに「ヤンキーカフェ なめんなや」にリニューアルするも閉店した。金銭は渋ちんだが、根は良い人のようで何かとチーコとユーサクの事を気にかけている。
稲葉さん
サトシとチーコが勤めていた警備会社の中年の男。若いサトシとチーコのことを何かと気にかけ事あるごとに親身になってくれる。2回の離婚歴があり現在はアパートで一人暮らし。多額の借金があるらしく、返済のために昼夜警備業をしており過労で倒れたこともある。30歳前の息子2人と年頃の娘1人がおり、娘の方はたまに小遣いをせびりに会いに来る。借金生活だがコーヒーだけは贅沢をしているらしい。
赤沢
インディーズバンド「オチムシャーズ」のギター兼ボーカルを務める青年。生活のためにサトシが勤めていた警備会社にアルバイトで入り、そこでサトシと知り合い、以来良き友人となった。サトシよりも年上だが、自分は後から入った後輩だということでサトシたちには敬語で話す真面目な性格。彼女にバンド活動を裏方で助けてもらっており、早く成功して楽をさせてあげたいと思っている。オチムシャーズはのちにメジャーデビューを果たした。
長野
サトシが勤めていた関西の出版会社の先輩女性社員。独身で男に縁が無いことを非常に気にしている。酔うと性格も言葉遣いもエロくなり悪ノリする。サトシにオチムシャーズのライブへ誘われた際、赤沢の演奏を見て大ファンになった。ただ、ファン活動が行きすぎる面もあり、その後酔いの場ではあるが赤沢とは関係も持ってしまった模様。
久保
サトシが勤めていた関西の出版会社の先輩女性社員。通称久保っち。ウブで真面目な性格のために未だ処女。サトシに好意を持つものの、長野には何かとチーコのいるサトシを勧められて困惑気味。後日、同僚の彼氏ができるが、のちにあっさり振られてしまう。チーコとは対極の清楚な女性として描かれ、サトシのよき相談相手になる。
玉代
チーコが勤めるスガヤ運送の長距離ドライバーの中年女性。愛車は「玉姫丸」。腕っぷしが強く、チーコとの腕相撲対決では余裕の勝利。
星山鉄郎（ほしやま てつろう）
チーコが勤めるスガヤ運送の長距離ドライバー。通称、鉄っちゃん。元ボクサーで今でもトレーニングは欠かさない。いつも愛猫のミーくんと一緒でトラックにも同乗させている。奥手で生真面目な性格なので独身だったが、怪我で入院したチーコを見舞ったことを機に、チーコの母である安江と親しくなり、のちに安江と結婚する。

## 赤灯えれじい 東京物語
本編ナンバーとは別の外伝の番外編として刊行された単行本。本編の連載終了後に読者の声に応える形で、本編の後日談である「東京物語」の4話と、サトシとチーコの過去のエピソードを描いた短編2本がヤングマガジンで短期集中連載された。これに描き下ろしの本編のエピローグと、第48回ちばてつや賞大賞受賞作の「赤灯えれじい」を収録したものが本作となる。
収録エピソード
- 東京物語 第1話
- 東京物語 第2話
- 東京物語 第3話
- 東京物語 第4話
- いもうと
- 八月に熱くなれ
- 赤灯えれじい（第48回ちばてつや賞大賞受賞作）

※「いもうと」は週刊ヤングマガジン2008年第36・37合併号にて、中学時代のチーコと、まだ幼かったまどかを描いた「赤灯えれじい外伝　いもうと」として読み切り掲載。「八月に熱くなれ」は、週刊ヤングマガジン50号にて、サトシの高校3年の夏を描いた「赤灯えれじい外伝　八月に熱くなれ」として読み切り掲載。出会う前のチーコを登場させ、将来を暗示させるシチュエーションが見どころ。

## 書誌情報

### 単行本
- きらたかし『赤灯えれじい』講談社〈ヤンマガKCスペシャル〉、全15巻
  1. 2004年8月6日発売[1]、ISBN 4-06-361257-0
  2. 2004年12月6日発売[6]、ISBN 4-06-361294-5
  3. 2005年4月6日発売[7]、ISBN 4-06-361323-2
  4. 2005年8月5日発売[8]、ISBN 4-06-361362-3
  5. 2005年12月6日発売[9]、ISBN 4-06-361398-4
  6. 2006年4月6日発売[10]、ISBN 4-06-361436-0
  7. 2006年7月6日発売[11]、ISBN 4-06-361456-5
  8. 2006年11月6日発売[12]、ISBN 4-06-361493-X
  9. 2007年3月6日発売[13]、ISBN 978-4-06-361532-6
  10. 2007年7月6日発売[14]、ISBN 978-4-06-361569-2
  11. 2007年10月5日発売[15]、ISBN 978-4-06-361604-0
  12. 2008年2月6日発売[16]、ISBN 978-4-06-361640-8
  13. 2008年4月4日発売[17]、ISBN 978-4-06-361656-9
  14. 2008年6月6日発売[18]、ISBN 978-4-06-361673-6
  15. 2008年7月4日発売[2]、ISBN 978-4-06-361686-6

- きらたかし『赤灯えれじい 東京物語』講談社〈ヤンマガKCスペシャル〉、2009年7月6日発売[19][5]、ISBN 978-4-06-361785-6

### 廉価版
- きらたかし『赤灯えれじい』講談社〈講談社プラチナコミックス〉、全8巻
  1. ヘタレ男と金髪女編 2011年6月8日発売[20]、ISBN 978-4-06-374851-2 - 第1巻と第2巻の内容を収録[20]
  2. 初めてのセックス編 2011年6月22日発売[21]、ISBN 978-4-06-374859-8 - 第3巻と第4巻の内容を収録[21]
  3. コテコテクリスマス編 2011年7月13日発売[22]、ISBN 978-4-06-374868-0 - 第5巻と第6巻の内容を収録[22]
  4. 梅田ダブルデート編 2011年7月27日発売[23]、ISBN 978-4-06-374875-8 - 第7巻と第8巻の内容を収録[23]
  5. 一世一代プロポーズ!!編 2011年8月10日発売[24]、ISBN 978-4-06-374887-1 - 第9巻と第10巻の内容を収録[24]
  6. 同棲生活大ピンチ!!編 2011年8月24日発売[25]、ISBN 978-4-06-374897-0 - 第11巻と第12巻の内容を収録[25]
  7. サトシ再出発!!編 2011年9月14日発売[26]、ISBN 978-4-06-374906-9 - 第13巻と第14巻の内容を収録[26]
  8. サトシとチーコ編 2011年9月28日発売[27]、ISBN 978-4-06-374915-1 - 第15巻と『赤灯えれじい 東京物語』の内容を収録[27]